# Калиша (Великоігнатовський район)
Калиша́ (рос. Калыша, ерз. Калыша) — селище у складі Великоігнатовського району Мордовії, Росія. Входить до складу Протасовського сільського поселення.

## Населення
Населення — 84 особи (2010; 93 у 2002).
Національний склад (станом на 2002 рік):
- росіяни — 51 %
- ерзяни — 44 %